# Prodromi fasciculi rariorum plantarum
Prodromi fasciculi rariorum plantarum (abreviado Prodr. Fasc. Rar. Pl.) es un libro con ilustraciones y descripciones botánicas que fue escrito por el botánico, zoólogo, y comerciante alemán, de origen neerlandés Jacob Breyne y publicado en Gdansk (Polonia) en el año 1739, con el nombre de Prodromi fasciculi rariorum plantarum primus et secundus, quondam separatim, nunc nova hac editiones multum desiderata coniunctim editi, notulisque illustrati. Accedunt icones rariorum et exoticarum plantarum aeri incisae, fasciculo olim promisso destinatae: adiectis nominibus et succinctis descriptionibus. Quibus praemittuntur vita et effigies auctoris. Cura et studio Johannis Philippi Breynii, Jac. fil. [...] Huius ad calcem annectitur Dissertatio botanico-medica, de radice Gim-sem., seu Nisi et herba Acmella, cum additamentis.